# Lega professionistica del Golfo persico 2023-2024
La Lega professionistica del Golfo persico 2022-2023, anche nota come Iran Pro League 2023-2024, è stata la 41ª edizione del massimo livello del campionato iraniano di calcio, la 23ª edizione come Lega professionistica d'Iran. Il campionato è iniziato il 3 agosto 2023 ed è il 1º giugno 2024. 
Il Persepolis è la squadra campione in carica e si è riconfermata, vincendo il suo sedicesimo titolo nazionale.

## Stagione

### Novità
Dalla stagione precedente sono state retrocesse in Lega Azadegan le ultime due classificate: il Mes Kerman e il Naft Masjed Soleyman.
Dalla Lega Azadegan sono state invece promosse Shams Azar e Esteghlal Khuzestan, prime due classificate nella scorsa stagione.

### Formula
Le 16 squadre partecipanti giocano un girone all'italiana con partite di andata e ritorno, per un totale di 30 giornate. Al termine di esse, la prima classificata è campione dell'Iran e si qualifica per la AFC Champions League 2024-2025, insieme con la seconda classificata e con la vincente della Coppa d'Iran 2023-2024, mentre la terza classificata si qualifica per la Coppa dell'AFC 2024-2025.
Le ultime due classificate retrocedono in Lega Azadegan.

## Squadre
| Squadra             | Città           | Stagione precedente              |
| ------------------- | --------------- | -------------------------------- |
| Aluminium Arak      | Arak            | 7° nella Lega del Golfo persico  |
| Esteghlal           | Teheran         | 3° nella Lega del Golfo persico  |
| Esteghlal Khuzestan | Ahvaz           | 2° in Lega Azadegan              |
| Foolad              | Ahvaz           | 8° nella Lega del Golfo persico  |
| Gol Gohar           | Sirjan          | 6° nella Lega del Golfo persico  |
| Havadar             | Eslamshahr      | 10° nella Lega del Golfo persico |
| Malavan             | Bandar-e Anzali | 12° nella Lega del Golfo persico |
| Mes Rafsanjan       | Rafsanjan       | 5° nella Lega del Golfo persico  |
| Nassaji Mazandaran  | Qaemshahr       | 13° nella Lega del Golfo persico |
| Paykan              | Teheran         | 11° nella Lega del Golfo persico |
| Persepolis          | Teheran         | Campione dell'Iran               |
| Sanat Naft          | Abadan          | 14° nella Lega del Golfo persico |
| Sepahan             | Isfahan         | 2° nella Lega del Golfo persico  |
| Shams Azar          | Qazvin          | 1° in Lega Azadegan              |
| Tractor Sazi        | Tabriz          | 4° nella Lega del Golfo persico  |
| Zob Ahan            | Esfahan         | 9° nella Lega del Golfo persico  |

## Classifica
|                 | Pos. | Squadra             | Pt | G  | V  | N  | P  | GF | GS | DR  |
| --------------- | ---- | ------------------- | -- | -- | -- | -- | -- | -- | -- | --- |
| Iran (bandiera) | 1.   | Persepolis          | 68 | 30 | 20 | 8  | 2  | 45 | 18 | +27 |
|                 | 2.   | Esteghlal           | 67 | 30 | 19 | 10 | 1  | 40 | 15 | +25 |
|                 | 3.   | Sepahan             | 57 | 30 | 17 | 6  | 7  | 53 | 26 | +27 |
|                 | 4.   | Tractor Sazi        | 54 | 30 | 16 | 6  | 8  | 42 | 22 | +20 |
|                 | 5.   | Shams Azar (-3)     | 42 | 30 | 11 | 9  | 10 | 35 | 35 | 0   |
|                 | 6.   | Zob Ahan            | 42 | 30 | 11 | 9  | 10 | 30 | 30 | 0   |
|                 | 7.   | Malavan             | 41 | 30 | 10 | 11 | 9  | 31 | 36 | +5  |
|                 | 8.   | Aluminium Arak      | 39 | 30 | 10 | 9  | 11 | 27 | 33 | -6  |
|                 | 9.   | Gol Gohar           | 36 | 30 | 8  | 12 | 10 | 30 | 28 | +2  |
|                 | 10.  | Mes Rafsanjan       | 35 | 30 | 8  | 11 | 11 | 32 | 37 | -5  |
|                 | 11.  | Nassaji Mazandaran  | 29 | 30 | 7  | 8  | 15 | 27 | 36 | -9  |
|                 | 12.  | Havadar             | 29 | 30 | 6  | 11 | 13 | 31 | 48 | -17 |
|                 | 13.  | Foolad              | 29 | 30 | 7  | 8  | 15 | 20 | 40 | -20 |
|                 | 14.  | Esteghlal Khuzestan | 28 | 30 | 6  | 10 | 14 | 31 | 42 | -11 |
|                 | 15.  | Paykan              | 27 | 30 | 4  | 15 | 11 | 25 | 38 | -13 |
|                 | 16.  | Sanat Naft          | 21 | 30 | 4  | 9  | 17 | 24 | 49 | -25 |

Legenda:
      Campione dell'Iran e ammessa alla AFC Champions League 2024-2025.
      Ammessa alla AFC Champions League 2024-2025.
      Ammessa alla AFC Champions League 2024-2025.
      Retrocessa in Lega Azadegan 2024-2025
Note:
Tre punti a vittoria, uno a pareggio, zero a sconfitta.
La classifica viene stilata secondo i seguenti criteri:
- Punti conquistati
- Punti conquistati negli scontri diretti
- Differenza reti negli scontri diretti
- Reti realizzate negli scontri diretti
- Goal fuori casa negli scontri diretti (solo tra due squadre)
- Differenza reti generale
- Reti totali realizzate
- Classifica fair-play
- Sorteggio

Lo Shams Azar è stato penalizzato di 3 punti dalla Federazione calcistica dell'Iran.